# Audierne

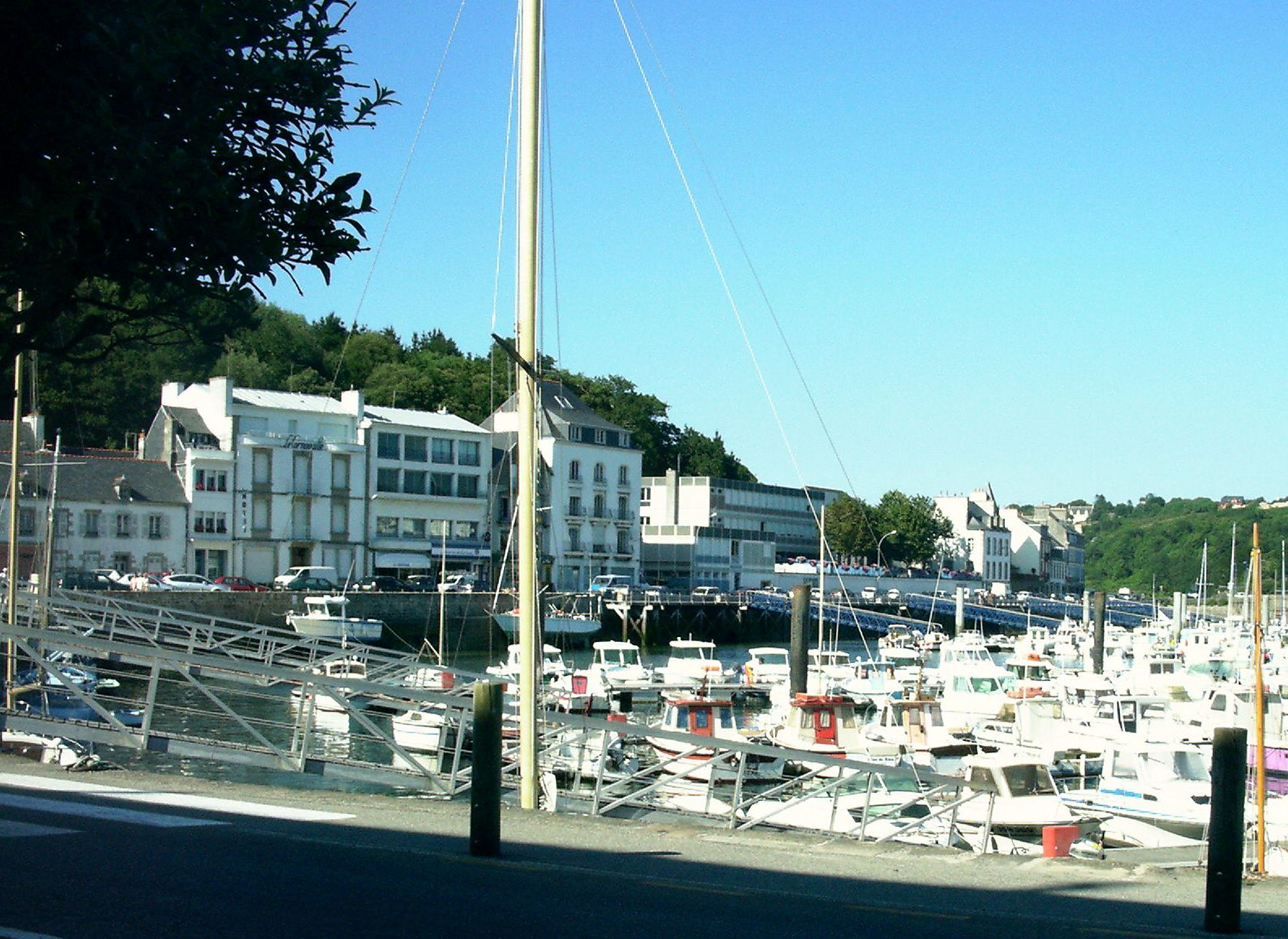
Yacht port

Audierne (tiếng Breton: Gwaien) là một xã của tỉnh Finistère, thuộc vùng Bretagne, miền tây bắc Pháp.

## Dân số
Người dân ở Audierne được gọi là Audiernais.

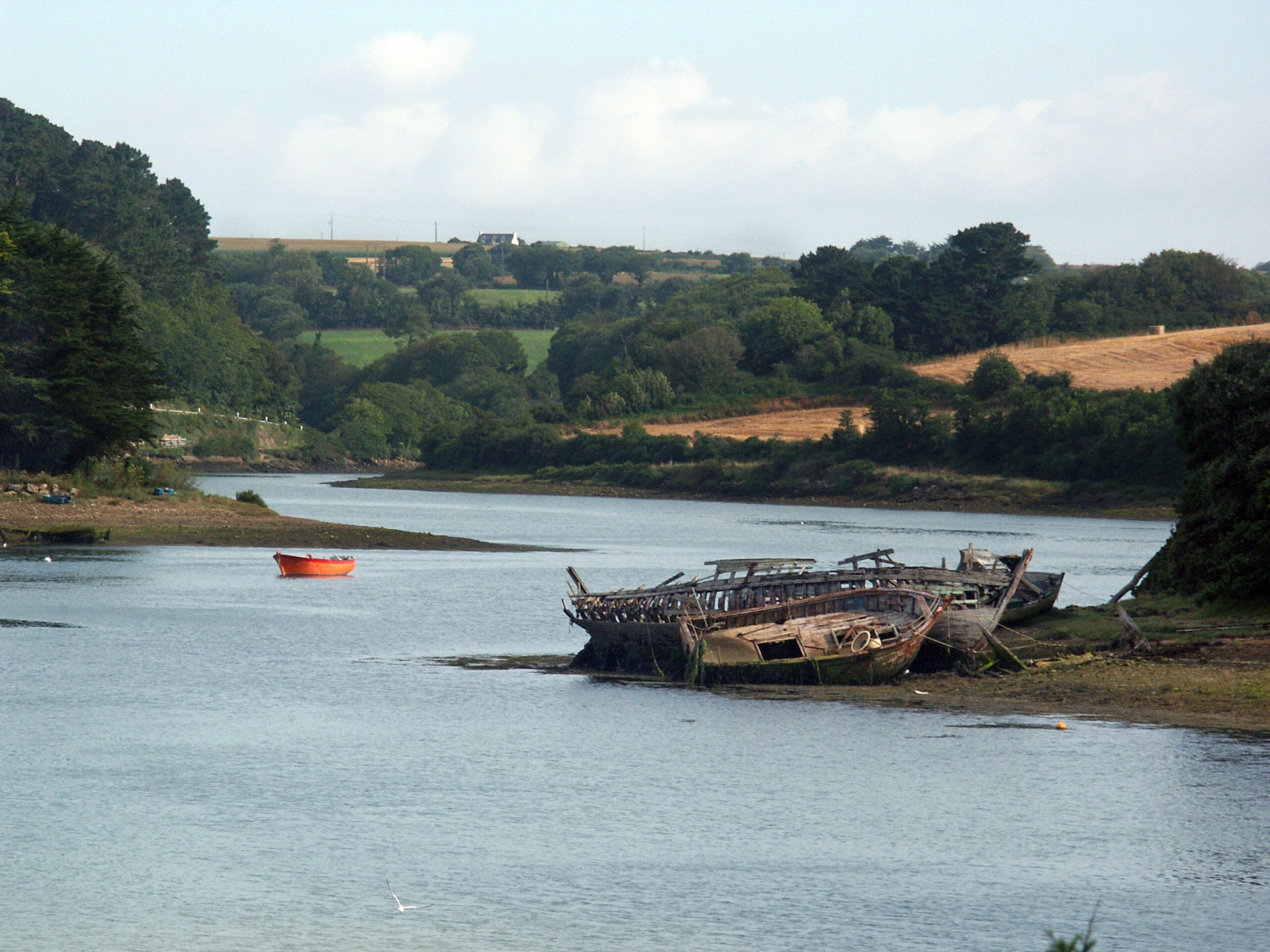
Goyen